# Korinthosz ultrafutóverseny
A Korinthosz ultrafutóverseny 2014-ben alapított magyarországi ultrafutóverseny, amelyen az első öt évben nagyjából 81 km-es távot lehetett teljesíteni Szekszárd és Baja között. 2018 óta már 160, egészen pontosan 161,08 km-t, vagyis 100 mérföldet is futhattak a résztvevők. Amivel egyben a legendás görög verseny, a Spartathlon kvalifikációs feltételének teljesítésére is lehetőség nyílt. A szervezők bejelentették, hogy a versenyt 2024-ben rendezték meg utoljára.

## Háttér
A Korinthosz Ultratávú Futóverseny tiszteleg a legnagyobb görög klasszikus ultratávú futóverseny, a Spartathlon és annak teljesítői előtt. A rendezvény több szálon kötődik a hagyományos görög versenyhez, hiszen az eredeti Korinthosz.hu verseny 81 km-es távja megegyezik a Spartathlon Athén–Korinthosz szakaszával. A pályaburkolat, illetve a frissítőpontok gyakori elhelyezése is hasonló a görög klasszikushoz. A Korinthosz Ultratávú Futóverseny megrendezésének ötlete Németh Zoltántól származik, amit aztán Márkus "Öcsi" István és Csillag Balázs valósított meg. A verseny rendezője a szekszárdi Borvidék Futóegyesület.

## Adatok
A verseny mért, hitelesített pályán halad, aminek távja 161,08 km, azaz szinte pontosan 100 mérföld, aminek szintidőn belüli teljesítése kvalifikációs eredmény is lehet a Spartathlonra! (férfiak 21 óra, nők 22 óra).
A szervezők célja, hogy a verseny meghatározó ultratávú rendezvény legyen a hazai és közép–európai hasonló kategóriájú versenyek között.
A Szekszárd–Baja–Szekszárd között kijelölt korábbi 80 km-es pályán a versenyzők különböző időpontokban, hat helyszínről indulva teljesítik az egyes versenytávokat, amelyeknek egységesen Szekszárdon van a befutója.
A 160 km-es táv Szekszárd–Baja–Szekszárd útvonalon halad, a 80 km-es táv a korábbi Korinthosz.hu megfordított szakasza, Baja–Szekszárd útvonalú.
A további rövidebb távok szintén a két ultratávú verseny útvonalán lettek kijelölve.

## A verseny korábbi évei

### 2014
A Korinthosz.hu Szekszárd-Baja közötti futóversenyt 2014 augusztusában rendezték meg először. A 80 km-es távon az abszolút versenyben és a férfiaknál is Simonyi Balázs szerezte meg a győzelmet. A nőknél Lubics Szilvia bizonyult a leggyorsabbnak. A 6 óra 30 perc 17 másodperces időeredménye a mai napig is érvényes női pályacsúcs.

### 2015
A verseny második évében ismét 80 km-en lehetett rajthoz állni. A nőknél Lubics Szilvia megvédte első helyét, és ezúttal a teljes mezőnyben is a leggyorsabbnak bizonyult. A férfiaknál Magyar József nyert, mégpedig igen szoros versenyben, hiszen a három dobogós célideje hat percen belül volt.

### 2016
A versenyt 2016. augusztus 13-án rendezték meg és új győzteseket köszönthettek a bajai Petőfi-szigetnél lévő célban. A hölgyeknél Maráz Zsuzsanna (06:48:50-el) bizonyult a legjobbnak. A férfiaknál Rudolf Tamás nyert, mégpedig pályacsúccsal. A 6 óra 8 perc 57 másodperccel közel 20 percet javított a korábbi rekordon. A 80 km-es távot 83-an, 59 férfi és 24 nő teljesítette szintidőn belül.

### 2017
A verseny negyedik kiírására a hazai ultratávú versenyek egyik meghatározó eseménye lett a Korinthosz.hu. Az időjárás augusztus 12-én kegyeibe fogadta a résztvevőket, összesen 122-en értek célba az egyéni versenyszámban. A nőknél először győzött Mag Erika (6:47:38). A férfiaknál viszont az előző évhez hasonlóan megint Rudolf Tamás ért elsőként célba. Ráadásul tovább javított a verseny csúcsát, 6 óra 5 perc 5 másodpercre.

### 2018
Az ötödik kiírástól kezdődően jelentős változások történtek. Ezek közül a legfontosabb, hogy bevezették a 160, egészen precízen a 161,08 km-es, vagyis a 100 mérföldes távot. Ezzel pedig a legendás görög verseny, a Spartathlon szintidejének teljesítésére is lehetőség nyílt. A 80-as táv is megmaradt, de ettől kezdve ezt a Baja-Szekszárd útvonalon teljesítették. Ugyancsak újdonságot jelentett a rövidebb, 40 km-es táv. A hosszabb távok teljesítőit pedig gálavacsorán köszöntötték
80 km-en 98-an, 78 férfi és 20 nő ért célba. Maráz Zsuzsanna (07:00:50) és Simonyi Balázs (06:43:56) is a verseny története során másodszor nyert.
A 160 km-es, Szekszárd-Baja-Szekszárd távot 52-en teljesítették sikerrel, 47 férfi és 5 nő. Közülük Máténé Varju Edit 18:16:03-al, és az olasz Enrico Maggiola 15:06:37-el lett a leggyorsabb.

### 2019
Újabb változás, hogy megszűnt a kerékpáros kíséret lehetősége. Vagyis a versenyzők - hasonlóan a Spartathlonhoz - csak a frissítőpontok kínálatát, vagy az oda előreküldött saját frissítőjüket használhatták fel. Illetve a futók a segítőkkel is csak ezeken a pontokon találkozhatnak.
80 km-en a nőknél Maráz Zsuzsanna (07:00:40-el) a verseny története során harmadszor végzett az első helyen. A férfiaknál Vajda Zoltán (06:28:35-el) először nyert. Szintidőn belül 127-en értek célba, 87 férfi és 40 nő.
160 km-en a nőknél Horváth Reni új pályacsúccsal, 16:24:48-al, 6:04-es átlaggal nyert. A férfiaknál az olasz Enrico Maggiola megvédte bajnoki címét, és szintén új rekordot ért el. 42 percet javítva 14:23:49 alatt ért célba, ami 5:19-es átlagos jelent. A távot 69-en teljesítették, 55 férfi és 14 női futó.

### 2020
A koronavírus járvány miatt ebben az évben sok futóverseny és ultrás esemény elmaradt. Többek között a Spartathlon is, de a Korinthoszt sikerült megrendezni.
80 km-en már 162-en értek célba, a férfiaknál 105-en, a nőknél 57-en. Új győzteseket avattak. A nőknél Cseke Lilla (06:31:40-el) diadalmaskodott, és nagyon megközelítette Lubics Szivia 2014 óta fennálló pályacsúcsát. A férfiaknál Bódis Tamás új rekorddal végzett az első helyen. Az 5:42:23-as időeredménye 4:13-as kilométerenkénti átlagot jelent.
160 km-en a hölgyeknél Tóth Éva nyert (17:44:06-al). A férfiaknál Csécsei Zoltán 13:43:45-ös időeredménnyel új pályacsúcsot futott, kilométerenkénti 5:06-os átlagot produkálva. A távot összesen 50-en (42 férfi, 8 nő) teljesítették szintidőn belül.

### 2021
2021-ben már hat különböző távra lehetett nevezni, de igazán jelentős létszám a 40, 80 és 160 km-es mezőnyben gyűlt össze.
40 km-en a nőknél Turós Izabella győzött 3:36:41-el. A férfiaknál Nagy Péter negyedszer is behúzta ezen a távon az első helyet, ezúttal 2:42:24-gyel. Mindkét eredmény új pályacsúcsot jelent.
80 km-en a távot szintidőn belül 101-en teljesítették, 69 férfi és 32 nő. Kóródi Ágnes (7:04.25-el), míg Kohári Szabolcs Gábor (6:38:49-el) nyert.
160 km-en szintidőn belül 61-en értek célba, 49 férfi és 12 nő. Mindkét nemnél új rekordidőt ért el a győztes. Ezekről Maráz Zsuzsanna 15:56:17-el (5:56-os átlag) és tanítványa, Erős Tibor 13:10:14-gyel (4:54-es átlag) gondoskodott.

### 2022
Újdonság volt, hogy ebben az évben az előzetesen meghatározott szintidő, majd sorsolás után lehetett nevezni.
A verseny augusztus 5-én és 6-án zajlott, közel 40 fokos hőségben, ami igencsak megrostálta a mezőnyt. A 160 km-es távon 42-en, 80 km-en pedig 80-an értek célba szintidőn belül, ami ebben a lebonyolítási rendszerben és nevezőlétszám mellett a Korinthosz történetének legkevesebb sikeres teljesítőjét jelentette.
A leghosszabb távon az abszolút versenyt az 59 éves Vajda Zoltán 15:34:14-gyel nyerte meg. A nőknél Maráz Zsuzsanna 16:45:32-vel ismét győzött, de a korábbi pályacsúcsa nem került veszélybe.
A 80 km-es versenyben Szkridon Gellért (6:46:08) bizonyult a leggyorsabbnak, a nőknél Réz Eszter (7:29:32) végzett az első helyen.
A 40 km-es távon a férfiaknál Nagy Péter (2:56:15), míg a nőknél Drabik Krisztina (3:56:30) ért elsőként célba.

### 2023
A szervezők bejelentették, hogy a 100 mérföldes távot ebben az évben rendezik utoljára. A férfikanál a győzelmet Puskás Máté szerezte meg 14 óra 55 perc 18 másodperces időeredménnyel. A női mezőnyben Mórocza Andrea bizonyult a leggyorsabbnak, 16 óra 15 perc 24 másodperces időeredménnyel.
80 km-en a nőknél dr. Garai Ágnes Szonja (7:08:38), a férfiaknál pedig Morovics Tamás (7:16:00) szerezte meg a győzelmet. Vagyis a verseny történetében ismét megtörtént, hogy ezen a távon az abszolút versenyt női futó nyerte meg.
40 km-en a férfiaknál Jóború László (3:16:41), a nőknél Tripolszki Beáta (3:53:40) végzett az első helyen.

## Eddigi dobogósok 80 és 160 km-en
A vastagon szedett nevek és időeredmények a pályacsúcsot jelzik. 
| Nők  | Nők                     | Nők      | Nők  | Férfiak | Férfiak               | Férfiak  | Férfiak |
| H.   | Név                     | Idő      | T.   | H.      | Név                   | Idő      | T.      |
| 2014 | 2014                    | 2014     | 2014 | 2014    | 2014                  | 2014     | 2014    |
| ---- | ----------------------- | -------- | ---- | ------- | --------------------- | -------- | ------- |
| 1.   | Lubics Szilvia          | 06:30:17 | 10   | 1.      | Simonyi Balázs        | 06:28:37 | 37      |
| 2.   | Enyediné Dobai Henriett | 07:31:57 | 10   | 2.      | Pula Tamás            | 06:50:52 | 37      |
| 3.   | Huzsvay Edit            | 07:39:54 | 10   | 3.      | Vaczkó Zsolt          | 06:54:45 | 37      |
| 2015 |                         |          |      |         |                       |          |         |
| 1.   | Lubics Szilvia          | 07:14:41 | 14   | 1.      | Magyar József         | 07:20:57 | 42      |
| 2.   | Szekeres Anna           | 07:39:22 | 14   | 2.      | Toms Krisztián        | 07:24:00 | 42      |
| 3.   | Enyediné Dobai Henriett | 07:50:24 | 14   | 3.      | Vaczkó Zsolt          | 07:26:56 | 42      |
| 2016 |                         |          |      |         |                       |          |         |
| 1.   | Maráz Zsuzsanna         | 06:48:50 | 24   | 1.      | Rudolf Tamás          | 06:08:57 | 59      |
| 2.   | Huzsvay Edit            | 07:01:44 | 24   | 2.      | Molnár Péter          | 06:44:04 | 59      |
| 3.   | Csupor Krisztina        | 07:22:43 | 24   | 3.      | Bognár Ákos           | 06:45:06 | 59      |
| 2017 |                         |          |      |         |                       |          |         |
| 1.   | Mag Erika               | 06:47:38 | 25   | 1.      | Rudolf Tamás          | 06:05:05 | 97      |
| 2.   | Maráz Zsuzsanna         | 06:47:38 | 25   | 2.      | Molnár Péter          | 06:11:51 | 97      |
| 3.   | Huzsvay Edit            | 07:13:07 | 25   | 3.      | Rácz Róbert           | 06:41:38 | 97      |
| 2018 |                         |          |      |         |                       |          |         |
| 1.   | Maráz Zsuzsanna         | 07:00:50 | 20   | 1.      | Simonyi Balázs        | 06:43:56 | 78      |
| 2.   | Bogárdi Szilvia         | 07:12:09 | 20   | 2.      | Rácz Róbert           | 06:44:58 | 78      |
| 3.   | Csiha Yvette            | 08:17:40 | 20   | 3.      | Holczer Péter         | 07:33:34 | 78      |
| 2019 |                         |          |      |         |                       |          |         |
| 1.   | Maráz Zsuzsanna         | 07:00:40 | 40   | 1.      | Vajda Zoltán          | 06:28:35 | 87      |
| 2.   | Kóródi Ágnes            | 07:04:51 | 40   | 2.      | Toldi Péter           | 06:36:36 | 87      |
| 3.   | Mórócza Andrea          | 07:20:51 | 40   | 3.      | Gyöngyösi János Tibor | 06:43:05 | 87      |
| 2020 |                         |          |      |         |                       |          |         |
| 1.   | Cseke Lilla             | 06:31:40 | 57   | 1.      | Bódis Tamás           | 05:42:23 | 105     |
| 2.   | Maráz Zsuzsanna         | 06:49:07 | 57   | 2.      | Drexler Gábor         | 06:21:49 | 105     |
| 3.   | Stefanovits Anna        | 07:12:23 | 57   | 3.      | Kohári Szabolcs Gábor | 06:34:17 | 105     |
| 2021 |                         |          |      |         |                       |          |         |
| 1.   | Kóródi Ágnes            | 07:04:25 | 32   | 1.      | Kohári Szabolcs Gábor | 06:38:49 | 69      |
| 2.   | Stefanovits Anna        | 07:17:04 | 32   | 2.      | Gärtner Áron          | 06:44:14 | 69      |
| 3.   | Nyikos Viktória         | 07:34:40 | 32   | 3.      | Selley Gábor          | 06:57:17 | 69      |
| 2022 |                         |          |      |         |                       |          |         |
| 1.   | Réz Eszter              | 7:29:32  | 29   | 1.      | Szkridon Gellért      | 6:46:08  | 51      |
| 2.   | Stefanovits Anna        | 7:39:53  | 29   | 2.      | Szabó Gábor           | 7:04:59  | 51      |
| 2.   | Horn Zsanett            | 7:39:53  | 29   | 3.      | Horváth Zoltán        | 7:13:32  | 51      |
| 2023 |                         |          |      |         |                       |          |         |
| 1.   | dr. Garai Ágnes Szonja  | 7:08:38  | 28   | 1.      | Morovics Tamás        | 07:16:00 | 68      |
| 2.   | Cinkotai Klára          | 7:49:47  | 28   | 2.      | Gärtner Áron          | 7:25:05  | 68      |
| 3.   | Kádár Kitti             | 8:00:36  | 28   | 3.      | Tóth Zoltán           | 7:26:23  | 68      |

| Nők  | Nők                  | Nők      | Nők  | Férfiak | Férfiak               | Férfiak  | Férfiak |
| H.   | Név                  | Idő      | T.   | H.      | Név                   | Idő      | T.      |
| 2018 | 2018                 | 2018     | 2018 | 2018    | 2018                  | 2018     | 2018    |
| ---- | -------------------- | -------- | ---- | ------- | --------------------- | -------- | ------- |
| 1.   | Máténé Varju Edit    | 18:16:03 | 5    | 1.      | Enrico Maggiola       | 15:06:37 | 47      |
| 2.   | Barna Anikó          | 20:14:35 | 5    | 2.      | Gálik Ervin           | 15:53:54 | 47      |
| 3.   | Ihász Veronika       | 20:43:03 | 5    | 3.      | Gyöngyösi János Tibor | 16:17:47 | 47      |
| 2019 |                      |          |      |         |                       |          |         |
| 1.   | Horváth Reni         | 16:24:48 | 14   | 1.      | Enrico Maggiola       | 14:23:49 | 55      |
| 2.   | Zétényi Szvetlana    | 16:46:22 | 14   | 2.      | Szkridon Gellért      | 15:05:09 | 55      |
| 3.   | Makainé Szabó Csilla | 17:36:49 | 14   | 3.      | Gálik Ervin           | 15:38:07 | 55      |
| 2020 |                      |          |      |         |                       |          |         |
| 1.   | Tóth Éva             | 17:44:06 | 8    | 1.      | Csécsei Zoltán        | 13:43:45 | 42      |
| 2.   | Huzsvay Edit         | 19:09:54 | 8    | 2.      | Lukács Sándor Luky    | 16:12:37 | 42      |
| 3.   | Boros Linda          | 20:35:03 | 8    | 3.      | Bódi István           | 16:42:22 | 42      |
| 2021 |                      |          |      |         |                       |          |         |
| 1.   | Maráz Zsuzsanna      | 15:56:17 | 12   | 1.      | Erős Tibor            | 13:10:14 | 49      |
| 2.   | Tóth Éva             | 17:18:57 | 12   | 2.      | Drexler Gábor         | 14:40:19 | 49      |
| 3.   | Huzsvay Edit         | 18:49:09 | 12   | 3.      | Simon György          | 15:34:18 | 49      |
| 2022 |                      |          |      |         |                       |          |         |
| 1.   | Maráz Zsuzsanna      | 16:45:32 | 10   | 1.      | Vajda Zoltán          | 15:34:14 | 32      |
| 2.   | Zétényi Szvetlana    | 17:34:23 | 10   | 2.      | Toldi Péter           | 15:46:31 | 32      |
| 3.   | Mórocza Andrea       | 18:14:27 | 10   | 3.      | Simon György          | 17:37:56 | 32      |
| 2023 |                      |          |      |         |                       |          |         |
| 1.   | Mórocza Andrea       | 16:15:24 | 10   | 1.      | Puskás Máté           | 14:55:18 | 35      |
| 2.   | dr. Csupor Krisztina | 16:53:06 | 10   | 2.      | Vajda Zoltán          | 16:06:21 | 35      |
| 3.   | Maráz Zsuzsanna      | 18:13:45 | 10   | 3.      | Simon György          | 16:22:09 | 35      |

## A pályacsúcs alakulása
80 km
| Női  | Női            | Női      |
| ---- | -------------- | -------- |
| 2014 | Lubics Szilvia | 06:30:17 |

| Férfi | Férfi          | Férfi    |
| ----- | -------------- | -------- |
| 2014  | Simonyi Balázs | 06:28:37 |
| 2016  | Rudolf Tamás   | 06:08:57 |
| 2017  | Rudolf Tamás   | 06:05:05 |
| 2020  | Bódis Tamás    | 05:42:23 |

160 km
| Női  | Női               | Női      |
| ---- | ----------------- | -------- |
| 2018 | Máténé Varju Edit | 18:16:03 |
| 2019 | Horváth Reni      | 16:24:48 |
| 2021 | Maráz Zsuzsanna   | 15:56:17 |

| Férfi | Férfi           | Férfi    |
| ----- | --------------- | -------- |
| 2018  | Enrico Maggiola | 15:06:37 |
| 2019  | Enrico Maggiola | 14:23:49 |
| 2020  | Csécsei Zoltán  | 13:43:45 |
| 2021  | Erős Tibor      | 13:10:14 |

## Lásd még
Fut.as